# دي أن إيه غير مشفر
الدنا غير المُشفِّر أو الدنا الخردة (بالإنجليزية: noncoding DNA)‏ هي أجزاء من الدنا (DNA) لا تقوم بتشفير وإنتاج متسلسلات البروتين. بعض الدنا غير المشفر ينسخ إلى جزيئات رنا غير مشفرة ذات وظيفة (مثلًا، حمض نووي ريبوزي ناقل، حمض نووي ريبوزي ريبوسومي، والرنا التنظيمي). وتشمل الوظائف الأخرى للدنا غير المشفر، تنظيم نسخ و ترجمة التسلسلات المرمزة للبروتين. ومناطق التصاق الدعامة بالنواة، و أصل التضاعف وقطعة مركزية السنتومير. وتلك الأجزاء غير المشفرة توجد موزعة على الدنا وتحمل بينها الجينات على مسافات مختلفة. عندما اكتشفت في بادئ الأمر كان يعتقد أن ليس لأجزاء الدنا غير المشفرة وظيفة، ولكن البحث الحديث بين أن بعضها له وظيفة تنظيمية بالنسبة للجين الذي بجانبها. ويعكف العلماء على دراسة وظائفها، والنتائج تتراكم في هذا المجال الواسع.
تتباين كثيرًا كمية الدنا غير المشفر بين الأنواع الحية، وغالبًا ما تكون نسبة صغيرة من الجينوم مسؤولة عن تشفير اصطناع البروتينات، ولكن توجد نسبة تتزايد معرفتها حاليًا أظهرت أن لها وظائف تنظيمية. وعندما وجد نسبة كبيرة من الحمض النووي غير المشفر، بدى قسم كبير منه دون وظيفة حيوية، كما تم توقع ذلك في ستينيات القرن العشرين، ومنذ ذلك الوقت، دعي ذلك القسم غير الوظيفي «الدنا الخردة».
كشفت موسوعة عناصر الحمض النووى (ترميز) ENCODE عبر أساليب كيميائية حيوية مباشرة أن 80% من الجينوم البشري نشط بيوكيميائيًا.
وقيل أن هذه النتيجة لم تكن مفاجأة بالضرورة لأن الأبحاث التي أجريت لعقود سابقة قد كشفت الكثير من المناطق الوظيفية وغير المشفرة من الحمض النووي، وانتقد بعض العلماء النتيجة لأنها خلطت بين النشاط الحيوي والوظيفة الحيوية. وتشير التقديرات لنسبة القسم الوظيفي حيويًا من الجينوم البشري اعتمادًا على علم الجينوم المقارن أنه بحدود 8 إلى 15%. لكن علماء آخرين قد جادلوا ضد الاعتماد فقط على علم الجينوم المقارن نظرًا لأن مجاله محدود، وقد وجد أن الدنا غير المشفر يشترك في نشاط الوراثة فوق الجينية epigenetic وفي شبكات من التفاعلات الوراثية المتداخلة، ويتم دراستها في بيولوجيا النماء التطوري.

## جزء دنا الجينوم غير المشفِّر

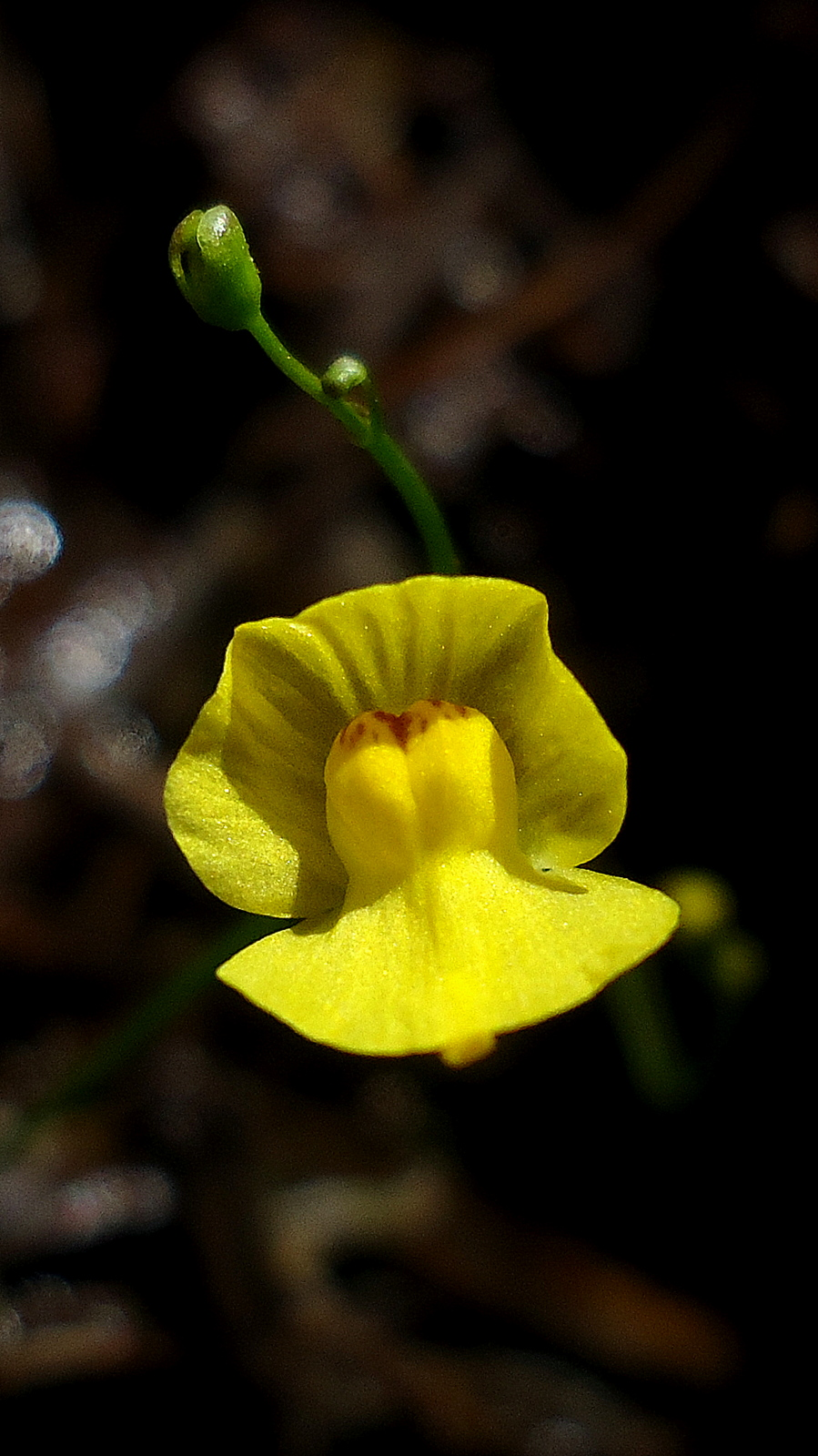
Utricularia gibba نبات مائي مفترس للحشرات لا يحوي إلا على نسبة 3% من الدنا غير المشفِّر.

يتباين حجم دنا الجينوم الكلي كثيرًا بين الكائنات الحية، كما تتباين كثيرًا نسبة الدنا المشفِّر إلى الدنا غير المشفِّر في هذه الكائنات. على سبيل المثال اقترح سابقًا أن 98% من الجينوم البشري لا يشفِّر سلاسل بروتينية، بما في ذلك معظم تسلسلات الانترونات ومعظم دنا ما بين المورثات intergenic ، في حين أن 20% من جينوم بدائيات النوى هو غير مشفِّر.
ولا يرتبط حجم الجينوم في حقيقيات النوى، وبالتالي كمية الدنا غير المشفِّر، مع درجة تعقيد الكائن الحي، وهذه الملاحظة تعرف بلغز القيمة س (بالإنجليزية: C-value enigma)‏.
 على سبيل المثال فإن 'جينوم إحدى طلائعيات الأميبية المائية واسمها Polychaos dubium والتي عرفت سابقًأ باسم Amoeba dubia سجلت بأنها تحوي جينومًا يبلغ حجمه 200 ضعف حجم الدنا في البشر. يبلغ جينوم سمك القراض الحمراء من الفصيلة الينفوخية ثُمنٌ واحدٌ فقط من حجم الجينوم البشري، ولكن لديها عدد مقارن من الجينات، وحوالي 90% من جينوم سمك القراض دنا غير مشفِّر. ولذلك فمعظم الاختلاف في حجم الجينوم لا يعود إلى كمية الدنا المشفر بل إلى الاختلاف في كمية الدنا غير المشفر.
وسجل في عام 2013 جينوم حقيقيات النوى الأكثر كفاءة في نبتة حامول الماء هي Utricularia gibba التي تحوي فقط 3% من الدنا غير المشفر و 97% من الدنا المشفر، وأجزاء من الدنا غير المشفر قد أزيلت من النبات وهذا يقترح أن الدنا غير المشفر قد يكون أقل أهمية عند النباتات، رغم أن الدنا غير المشفر مفيد عند البشر. واكتشفت دراسات أخرى وجود وظائف هامة لأجزاء من الدنا غير المشفر التي اعتقد سابقًا أنها قابلة للإهمال وهذا الاكتشاف قد أضاف طبقة جديدة من الفهم لتنظيم المورثات.

## وظائف الدنا غير المشفر
مع البحث والتدقيق تعرف قطاعات من الدنا غير المشفر التي تقوم بوظائف ضرورية وهي ناشئة من التطور. ويقوم الدنا غير المشفر بوظائف هامة من ضمنها ما يتعلق بتنظيم الجينات والبنية الكروموسومية.
ويجب التفرقة بين وظيفة مباشرة في الكائن الحي ووظيفة تطورية، أي تنظيم يتبع إطار زمني معين، مثل تطور الطفل، والوصول إلى البلوغ، والكبر والشيخوخة. وبعض من ذلك الدنا غير المشفر، مثل ما يسمى أشباه الجينات Pseudogene أو الجينات القافزة Transposable Elements لها دور هام بالنسبة للتطور، حتى ولم يتضح لها وظيفة مباشرة معروفة حاليا، ولا يزال البحث مستمر فيها.

## أمثلة
تشكل الجينات القافزة الجزء الأكبر من الدنا غير المشفر، فهي تشكل نحو 45% من جينوم الإنسان.
كما توجد أشباه الجينات، وهي صور من الجينات تعرضت لطفرات بحيث أصبحت لا تستطيع القيام بوظيفة. وهي تعتبر طبقا لنظرية التطور المادة المبدئية لجينات جديدة ذات وظائف جديدة.
كما تشكل السلاسل المتكررة جزءا كبيرا من الدنا غير المشفر، وهي عبارة عن تكرارات عديدة لتتابعات من القواعد النتروجينية.
كما تحوي الجينات المنظمة أجزاء من الدنا غير المشفر: وهي تقوم بتنظيم نشاط الجين (تعبير جيني). وجزء آخر من الدنا غير المشفر التي لا تنتمي إلى جينات يتفاعل مع جينات أخرى (محفز Promotor ) في عمليات تنظيم تعبير جيني، فهي معزاز أو كاتم.
وتعتبر التيلوميرات - وهي أطراف الكروموسومات - تعتبر دنا غير مشفر.